# اوپن‌بی‌اس‌دی
اوپن‌بی‌اس‌دی (به انگلیسی: OpenBSD) یک سیستم‌عامل شبه یونیکس است که از بی‌اس‌دی یونیکس مشتق شده‌است. بی‌اس‌دی یونیکس خود از مشتقات یونیکس بود که در دانشگاه کالیفرنیا، برکلی توسعه می‌یافت. تئو درات پروژهٔ اوپن‌بی‌اس‌دی را در پایان سال ۱۹۹۵ از پروژهٔ نت‌بی‌اس‌دی منشعب کرد. سیستم‌عامل اوپن‌بی‌اس‌دی تا اندازهٔ زیادی سازگارپذیر است و بر روی نزدیک به ۲۰ گونه سکوی سخت‌افزاری گوناگون اجرا می‌شود. افزون بر خودِ سیستم‌عامل، پروژهٔ اوپن‌بی‌اس‌دی نرم‌افزارهای سازگارپذیر زیاد دیگری را هم ساخته است که به گستردگی در سیستم‌عامل‌های دیگر بکار برده می‌شوند. پروژهٔ اوپن‌بی‌اس‌دی بیشتر برای پافشاری توسعه‌دهندگانش بر روی متن‌بازبودن کدهای منبع این سیستم‌عامل، داشتن مستندات باکیفیت، نپذیرفتن هر پروانهٔ نرم‌افزاری، تمرکز بر روی امنیت و درستی کدهای منبع آن شناخته می‌شود. تئو درات این پروژه را از خانهٔ خود در کلگری کانادا هماهنگی و سرپرستی می‌کند. نشان و نماد شانس این سیستم‌عامل، یک بادکنک‌ماهی است.
توسعه‌دهندگان اوپن‌بی‌اس‌دی پیوسته کدهای منبع آن را برای پیدا کردن مشکلات امنیتی و باگ‌های نرم‌افزاری، بازبینی می‌کنند. پروژهٔ اوپن‌بی‌اس‌دی سیاست‌های سخت‌گیرانه‌ای برای پروانه‌های نرم‌افزاری به‌کاررفته در اوپن‌بی‌اس‌دی دارد. این سیاست در گذشته، باعث شد کدهایی که پروانهٔ دلخواه توسعه‌دهندگان آن را نداشته‌است را یا از اوپن‌بی‌اس‌دی بزدایند، یا اینکه آن‌ها را با کدهایی با یک پروانهٔ مورد تایید جایگزین کنند.
همانند دیگر سیستم‌عامل‌های خانوادهٔ بی‌اس‌دی، هسته سیستم‌عامل اوپن‌بی‌اس‌دی، به همراه همهٔ برنامه‌های جانبی و سطح کاربر (مانند پوسته، cat و ps)، همگی با هم در یک مخزن کد منبع، نگهداری و توسعه داده می‌شوند. همچنین، اوپن‌بی‌اس‌دی می‌تواند پرونده‌های باینری دیگر سیستم‌عامل‌ها همچون لینوکس را با یک لایه سازگاری اجرا کند.

## توسعه و توزیع

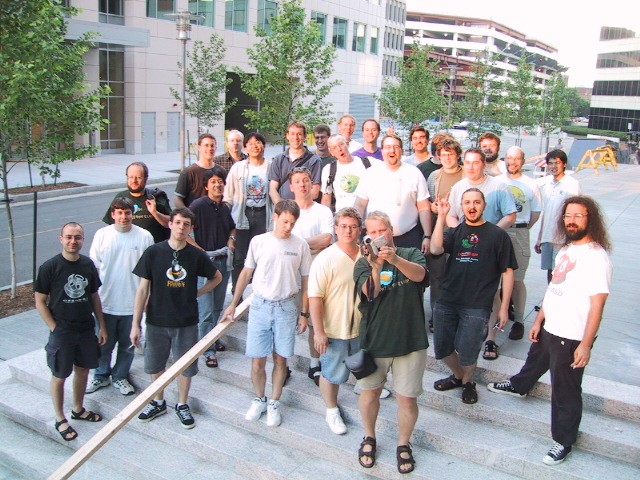
گروهی از توسعه‌دهندگان اوپن‌بی‌اس‌دی در هکاتونی در سال ۲۰۰۱ در MIT

این سیستم‌عامل که نخستین نسخهٔ آن در سال ۱۹۹۶ منتشر شده‌است را توسعه‌دهندگانی داوطلب از سرتاسر جهان توسعه می‌دهند. هر کسی که توانمندی‌های لازم را داشته باشد، می‌تواند در توسعهٔ اوپن‌بی‌اس‌دی همکاری کند. به کسانی که همکاری دنباله‌دار و برجسته‌ای داشته باشند، دسترسی کامیت و انجام تغییر در کدهای منبع داده می‌شود. تئو درات هم هماهنگ‌کنندهٔ پروژه است و دربارهٔ اینکه سیستم باید چگونه کار کند، چه چیزی باید در سیستم گنجانده شود یا چه کسی باید به مخزن کد منبع دسترسی داشته باشد، سخن آخر را می‌زند.
همانند دیگر سیستم‌عامل‌های خانوادهٔ بی‌اس‌دی، همهٔ بخش‌های سیستم‌عامل اوپن‌بی‌اس‌دی، در یک درخت کدهای منبع نگه‌داری می‌شوند. ولی این درخت کد منبع، خود شاخه‌های گوناگونی با نام‌های ‎-current، ‎-stable و ‎-release دارد. شاخهٔ ‎-current برای تغییرات تازه و آزمایش‌نشده‌ای است که برای نخستین‌بار عرضه می‌شوند. برای همین، این شاخه از پایداری برخوردار نیست و تنها توسعه‌دهندگان و آزمایش‌کنندگان آن را بکار می‌برند. هر چند روز یک‌بار، نسخه‌ای از اوپن‌بی‌اس‌دی که بر پایهٔ کدهای این شاخه است، عرضه می‌شود که به این نسخه‌ها، تصویر لحظه‌ای یا اسنپ‌شات می‌گویند. هر شش ماه یک‌بار هم کدهای این شاخه در یک شاخهٔ تازه به نام ‎-release گنجانده می‌شود که این شاخه از پایداری کامل برخوردار است و کاربران نهایی می‌توانند آن را بکار بَرَند. شاخهٔ دیگری به نام ‎-stable هم هست که در اصل همان شاخهٔ ‎-release است؛ ولی اشتباه‌ها و مشکلات امنیتی برجسته‌ای که پس از انتشار شاخهٔ ‎-release پیدا شده‌اند، در ‎-stable زدوده شده‌اند. هر چند که این شاخه هم تنها یک شاخهٔ «رو به پیشرفت» است، اما پایدار و قابل اطمینان است و بهره‌مندی از آن خطر کمی برای کاربر نهایی دارد.
در هر سال، دو نسخه از اوپن‌بی‌اس‌دی در نخستین روز از ماه‌های مه و نوامبر پخش می‌شود. درست پس از انتشار یک نسخه، توسعهٔ نسخهٔ پسین هم در شاخهٔ ‎-current آغاز می‌شود. چهار ماه نخست، برای توسعه و افزودن قابلیت‌های تازه است و دو ماه پایانی، برای بازبینی کدها، پاک‌سازی و پایدارکردن سیستم است. نزدیک به ده هفته پیش از انتشار، توسعه‌دهندگان دست از افزودن قابلیت‌های تازه می‌کشند و دگرگونی‌های انجام‌شده را موبه‌مو بررسی می‌کنند. پس از پایان این دوره، درخت کدهای منبع، برای چندی فریز می‌شود و سپس دیسک‌های نصب اوپن‌بی‌اس‌دی ساخته و آزمایش می‌شوند. پس از عرضه شدن آن نسخه، درخت کدهای منبع دوباره از حالت فریز درمی‌آید و توسعه‌دهندگان دوباره می‌توانند دگرگونی‌های دلخواه خود را در آن انجام دهند.
کدهای منبع اوپن‌بی‌اس‌دی از کیفیت بالایی برخوردارند و هیچ چیزی در نصب پیش‌فرض نیمه‌کاره و ناآزموده پیاده‌سازی نشده‌است. توسعه‌دهندگان اوپن‌بی‌اس‌دی کدهای انحصاری را در درخت کد منبع اوپن‌بی‌اس‌دی نمی‌گنجانند. همچنین از آنجایی که تولیدکنندگان سخت‌افزار معمولاً از منتشر کردن مستندات سخت‌افزارهای خود روی‌گردانی می‌کنند، گروه توسعه‌دهندگان اوپن‌بی‌اس‌دی معمولاً خود دست به کار شده و در برخی موارد، گرداننده‌های دستگاه‌ها را خود به روش مهندسی معکوس می‌نویسند. آن‌ها به‌ویژه به گونهٔ فعالانه‌ای در برابر لکه‌های دودویی مبارزه می‌کنند و اوپن‌بی‌اس‌دی به نداشتن این‌گونه گرداننده‌های انحصاری سرشناس شده‌است. توسعه‌دهندگان اوپن‌بی‌اس‌دی بر این باور هستند که لکه‌های دودودیی امنیت سیستم را خدشه‌دار می‌کنند، چرا که هیچ‌کس نمی‌داند آن‌ها چکار می‌کنند؛ در حالی که با بالاترین سطح دسترسی هم اجرا می‌شوند. همچنین این گونه گرداننده‌ها، کاربر را به فروشندگان وابسته می‌کنند و افزون بر آن، لکه‌های دودویی را نمی‌توان سازگرد کرد و همچنین شاید آن‌ها را نتوان بر روی سخت‌افزارهای نو اجرا کرد همچنین توسعه‌دهندگان اوپن‌بی‌اس‌دی گرایشی هم به بستن پیمان‌نامه عدم افشا با فروشندگان سخت‌افزارها ندارند و توسعه‌دهندگان لینوکس (و اخیراً فری‌بی‌اس‌دی) را بابت امضاء کردن این‌گونه پیمان‌نامه‌ها نکوهش می‌کنند. درات، بر این باور است که بستن این‌گونه پیمان‌نامه‌ها، بزرگ‌ترین چالشی است که هستهٔ سیستم‌عامل‌های متن‌باز امروزه با آن روبروست. توسعه‌دهندگان اوپن‌بی‌اس‌دی، تولیدکنندگان قطعات سخت‌افزاری را تشویق به منتشرکردن مستندات برای سخت‌افزارهای خود می‌کنند و آن‌ها به‌ویژه از شرکت‌های آسیایی بازخوردهای خوبی دراین‌باره دریافت کرده‌اند.
اوپن‌بی‌اس‌دی نزدیک به ۸۰ توسعه‌دهنده دارد. توسعه‌دهندگان اوپن‌بی‌اس‌دی هر چند گاه‌به‌گاه از سرتاسر جهان گردهم می‌آیند و رویدادی به نام هکاتون را برگزاری می‌کنند و در آن به کدنویسی و پیاده‌سازی اندیشه‌های خود می‌پردازند. درات دربارهٔ چرایی برگزاری این رویداد بیان داشته‌است که گرد آمدن توسعه‌دهندگان در کنار هم، به پیشرفت کارها شتاب می‌بخشد. هزینهٔ این گردهمایی‌ها بیشتر از دیسک‌هایی فراهم می‌شود که پروژه به فروش می‌رساند. چند بار هم برخی از شرکت‌های تجاری، هزینهٔ هکاتون‌ها را پرداخت کرده‌اند.

### توزیع و فروش
به دو روش می‌توان اوپن بی‌اس‌دی را دریافت کرد. اوپن‌بی‌اس‌دی را می‌توان به رایگان از وب‌گاه رسمی آن دریافت کرد؛ کدهای منبع اوپن‌بی‌اس‌دی را هم می‌توان از یک مخزن سی‌وی‌اس همگانی دریافت کرد. نسخهٔ باینری و از پیش کامپایل‌شدهٔ اوپن‌بی‌اس‌دی و همچنین تصاویر لحظه‌ای از نسخه‌های «رو به پیشرفت» را هم می‌توان به کمک سرویس‌دهنده‌های اف‌تی‌پی، اچ‌تی‌تی‌پی، rsync و AFS دریافت کرد. افزون بر آن، دیسک‌های نوری از پیش بسته‌بندی‌شده را هم می‌توان به گونهٔ آنلاین و با هزینهٔ اندکی فراهم کرد که این بسته‌ها افزون بر خود سیستم‌عامل اوپن‌بی‌اس‌دی، ترانهٔ آن نسخه را هم در خود دارند. درآمد بدست‌آمده از فروش این بسته‌ها بودجهٔ اصلی پروژه را فراهم می‌کند.

## تاریخچه، جامعه و بودجه
|                                                        |               |  |       |       |
| FreeBSD                                                | FreeBSD       |  | ۷۷٪   | ۷۷٪   |
| OpenBSD                                                | OpenBSD       |  | ۳۲٫۸٪ | ۳۲٫۸٪ |
| NetBSD                                                 | NetBSD        |  | ۱۶٫۳٪ | ۱۶٫۳٪ |
| DragonFly BSD                                          | DragonFly BSD |  | ۲٫۶٪  | ۲٫۶٪  |
| موارد دیگر                                             | موارد دیگر    |  | ۶٫۶٪  | ۶٫۶٪  |
| نسبت کاربران سیستم‌عامل‌های خانواده بی‌اس‌دی (در سال ۲۰۰۵) |               |  |       |       |

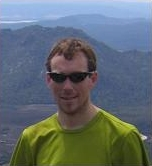
تئو درات، بنیانگذار پروژه اوپن‌بی‌اس‌دی و اوپن‌اس‌اس‌اچ

در دسامبر سال ۱۹۹۴، تئو درات که خود از بنیان‌گذاران و توسعه‌دهندگان برجستهٔ نت‌بی‌اس‌دی بود و در تیم هسته، این پروژه هم عضویت داشت، درخواست کناره‌گیری می‌کند. چرایی انجام این کار به‌درستی دانسته نیست، اما کسانی این‌گونه گمانه‌زنی کرده‌اند که درگیری‌های شخصی در پروژهٔ نت‌بی‌اس‌دی و در لیست پستی این سیستم‌عامل، او را به انجام این کار واداشته‌است. در اکتبر سال ۱۹۹۵، درات، پروژهٔ اوپن‌بی‌اس‌دی را بنیان نهاد، اوپن‌بی‌اس‌دی پروژه‌ای بود که از نسخهٔ ۱٫۰ نت‌بی‌اس‌دی منشعب می‌شد. نخستین انتشار رسمی اوپن‌بی‌اس‌دی، نسخهٔ ۱٫۲ در ژوئیهٔ سال ۱۹۹۶ (میلادی) انجام شد و در اکتبر همان سال هم نسخهٔ ۲٫۰ منتشر شد.
هنگامی که پروژهٔ اوپن‌بی‌اس‌دی بنیان نهاده شد، تئو درات این‌گونه می‌خواست که کدهای منبع آن به آسانی و در هر زمانی در دسترس هرکسی باشد. او برای رسیدن به این آرمان، با کمک Chuck Cranor، یک سرویس‌دهندهٔ CVS همگانی برپا کرد. این کار در نوع خود برای نخستین بار بود که در جهان توسعهٔ نرم‌افزار رخ می‌داد. در آن زمان، رسم بر این بود که تنها شمار اندکی از توسعه‌دهندگان به کدهای منبع یک پروژه دسترسی داشته باشند. Cranor و درات بر این باور بودند که این روش برخلاف فلسفهٔ متن‌باز است و برای مشارکت‌کنندگان در پروژه دردسرآفرین است. این کار درات مایه‌ای برای کاربران شد ا «نقش فعال‌تری» داشته باشند و پایه‌ای شد برای سیاست‌های پروژه در دردسترس‌گذاشن کدهای منبع به گونهٔ همگانی و آزادانه.
در ۲۵ ژوئیه سال ۲۰۰۷، یکی از توسعه‌دهندگان اوپن‌بی‌اس‌دی به نام باب بک بنیان نهاده شدن بنیاد اوپن‌بی‌اس‌دی را به آگاهی همگان رساند. این بنیاد، برای پشتیبانی از پروژهٔ اوپن‌بی‌اس‌دی و دیگر پروژه‌های وابسته به آن همچون OpenBGPD، OpenSSH، OpenNTPD و OpenCVS بنیان نهاده شده و کار آن ساماندهی به کمک‌های مالی با ارقام بالا، تجهیزات، اسناد، مستندات و منابعی است که در اختیار پروژه‌های نامبرده گذاشته می‌شود.
در سپتامبر سال ۲۰۰۵، گروه نوپای BSDCG، پژوهشی برای برشمردن درصد کاربران سیستم‌عامل‌های خانوادهٔ بی‌اس‌دی انجام داد که در آن مشخص شد ۳۲٬۸ درصد از کاربران بی‌اس‌دی (۱۴۲۰ نفر از ۴۳۳۰ نفر شرکت‌کننده) از اوپن‌بی‌اس‌دی بهره می‌برند. بدین گونه، اوپن‌بی‌اس‌دی پس از فری‌بی‌اس‌دی که ۷۷ درصد کاربران را دارد و پیش از نت‌بی‌اس‌دی که ۱۶٬۳ درصد کاربران را دارد، در جایگاه دوم در بین سیستم‌عامل‌های بی‌اس‌دی می‌ایستد.

### بودجه
بودجهٔ اصلی پروژه، از فروش دیسک‌ها و تی‌شرت‌هایی به‌دست می‌آید که پروژه آن‌ها را به فروش می‌رساند. همچنین کمک‌های مالی که کاربران و شرکت‌ها به پروژه می‌دهند هم درآمد دیگری برای پروژه است. هرچند که پروژهٔ اوپن‌بی‌اس‌دی تاکنون محصولات زیادی ساخته که به گستردگی در دیگر پروژه‌های متن‌باز و همچنین در شرکت‌های تجاری بکار برده می‌شوند، اما تنها بخش بسیار اندکی از بودجهٔ اوپن‌بی‌اس‌دی از سوی این شرکت‌ها می‌آید.
پیرامون سال ۲۰۰۰، پروژهٔ اوپن‌بی‌اس‌دی نزدیک به دو سال از پشتیبانی مالی دارپا برخوردار شد. بر پایهٔ گفتهٔ درات، در این دوره، حدود ۳۰٬۰۰۰ دلار سخت‌افزار خریداری شد، به پنج نفر دست‌مزد پرداخت شد تا تمام‌وقت بر روی پروژه کار کنند و همچنین هزینهٔ سه هکاتون هم پرداخت شد. با این همه، هنگامی که در آوریل ۲۰۰۳، تئو درات در مصاحبه‌ای ناخرسندی خود از نبرد آمریکا در عراق را بیان داشت، دارپا این بودجه چند میلیون دلاری را لغو کرد.
تئو درات در یک مصاحبه نگرانی خود از بابت بودجه را چنین بیان داشته‌است: «من فکر می‌کنم که کمک‌ها در درجهٔ نخست باید از سوی شرکت‌های تجاری، در درجهٔ دوم از سوی اشخاص حقوقی و در درجهٔ سوم از سوی کاربران عادی باشد. اما این روند سراسر وارونه است، به گونه‌ای که افراد عادی با نرخ ۱۵ به ۱ دلار بیشتر کمک می‌کنند، سپاس بسیار کاربران عادی!»
در ۱۴ ژانویه ۲۰۱۴، باب بک از بنیاد اوپن‌بی‌اس‌دی، در لیست پستی اوپن‌بی‌اس‌دی بیان داشت که پروژه اوپن‌بی‌اس‌دی نیاز به کمک‌های مالی برای پرداخت هزینهٔ برق و انرژی سرورهای خود دارد و اگر این هزینه برآورده نشود، شاید پروژهٔ اوپن‌بی‌اس‌دی تعطیل شود.
پروژه اوپن‌بی‌اس‌دی سالانه ۲۰٬۰۰۰ دلار آمریکا صرف هزینهٔ برق و انرژی سرورهای خود می‌کند که این خود برای شمار زیاد سکوها و معماری‌هایی است که اوپن‌بی‌اس‌دی از آن‌ها پشتیبانی می‌کند.
پروژه اندکی بعد ۲۰٬۰۰۰ دلار آمریکا از میرسی پاپسکو، خالق رومانیایی MPEx Bitcoin stock exchange دریافت کرد. این مبلغ پروژه را توانا می‌سازد تا بتواند هزینهٔ برق سال ۲۰۱۳ خود را پرداخت کند. در کنار دیگر کمک‌هایی که از جاهای دیگر رسیده‌است، بنیاد اوپن‌بی‌اس‌دی هم‌اکنون روی‌هم‌رفته نزدیک به ۱۰۰٬۰۰۰ دلار آمریکا گردآوری کرده‌است. این پروژه هنوز هم تلاش در جمع‌آوری کمک‌های بیشتر دارد و هدف آن گردآوردن مبلغ ۱۵۰٬۰۰۰ دلار برای سال ۲۰۱۴ است که برای برگزاری هکاتون‌ها و دیگر هزینه‌های مرتبط با توسعه کافی است.
یک بار دیگر هم پروژه در سال ۲۰۰۶ با مشکلات مالی روبرو شد که کمک‌هایی از سوی نهادهایی همچون بنیاد موزیلا و GoDaddy.com دریافت کرد.

## ویژگی‌ها
مستندات
پروژهٔ اوپن‌بی‌اس‌دی به داشتن مستندات باکیفیت شناخته می‌شود. با اینکه همهٔ سیستم‌عامل‌های خانواده بی‌اس‌دی از مستندات خوب و با کیفیتی برخوردار هستند، مستندات اوپن‌بی‌اس‌دی نسبت به دیگر سیستم‌عامل‌های خانوادهٔ بی‌اس‌دی هم از کیفیت بالاتری برخوردار است.
نرم‌افزارهای جانبی
دو روش برای نصب نرم‌افزارها در اوپن‌بی‌اس‌دی وجود دارد:
- پورت‌های اوپن‌بی‌اس‌دی
- بسته‌های باینری آماده و از پیش کامپایل‌شده

در روش نخست، نرم‌افزارها از روی کد منبع کامپایل شده و سپس نصب می‌شوند. این کار شاید زمان زیادی به درازا بکشد، به جای آن، کاربر می‌تواند برنامه‌ها را بر پایهٔ نیازهای شخصی و ویژهٔ خود پیکربندی و سفارشی‌سازی کند. از سوی دیگر، بسته‌های باینری که از پیش کامپایل شده‌اند، بی‌درنگ نصب می‌شوند، با این همه، نمی‌توان آن‌ها را سفارشی کرد.
میزکارهای گرافیکی همچون گنوم و KDE، زبان‌های برنامه‌نویسی مانند پایتون و PHP، مرورگرهای وب همچون کرومیوم و فایرفاکس، مجموعه اداری لیبره‌آفیس، کامپایلر LLVM، ویرایشگرهای متن همانند ایمکس و ویم، سرورهای شبکه مانند مای‌اس‌کیوال، پست‌فیکس و پست‌گرس‌کیوال و همچنین بسیاری برنامه دیگر بخشی از برنامه‌هایی هستند که در پورت‌های اوپن‌بی‌اس‌دی یافت می‌شوند. پورت‌های اوپن‌بی‌اس‌دی روی‌هم‌رفته نزدیک به ۷٬۸۰۰ نرم‌افزار را دربرمی‌گیرد.
لایهٔ سازگاری با سیستم‌عامل‌های دیگر
همانند دیگر سیستم‌عامل‌های خانوادی بی‌اس‌دی، اوپن‌بی‌اس‌دی هم یک لایه سازگاری دارد که به کمک آن می‌تواند پرونده‌های باینری برخی از سیستم‌عامل‌های بیگانه همچون لینوکس، فری‌بی‌اس‌دی، بی‌اس‌دی/اواس، SVR4 و SCO/ISC را اجرا کند.
سکوهای سخت‌افزاری
جدول زیر سکوهایی را نشان می‌دهد که اوپن‌بی‌اس‌دی از آن‌ها پشتیبانی می‌کند، یا در یک دوره زمانی در گذشته از آن‌ها پشتیبانی می‌کرده‌است. پشتیبانی رسمی به این معنی است که دیسک‌های نصب اوپن‌بی‌اس‌دی برای این معماری‌ها در دسترس است، همچنین می‌توان بدون کمک‌گرفتن از یک معماری دیگر، اوپن‌بی‌اس‌دی را بر روی این معماری‌ها کامپایل کرد. همچنین بیشتر ابزارهای پایه‌ای سیستم برای این معماری‌ها هم در دسترس است. برخی از سکوها هم به شکل رسمی پشتیبانی نمی‌شوند، اما تلاش بر این است که آن‌ها هم پورت شوند. بر پایهٔ گفته پروژه اوپن‌بی‌اس‌دی، ممکن است با گذشت زمان برخی سکوها دیگر پشتیبانی نشوند.
| ردیف | نام      | توضیح                                              | رسمی | ردیف | نام       | توضیح                                   | رسمی     |
| ---- | -------- | -------------------------------------------------- | ---- | ---- | --------- | --------------------------------------- | -------- |
| ۱    | alpha    | سیستم‌های مبتنی بر دیجیتال آلفا                     | آری  | ۱۶   | sgi       | ایستگاه‌های کاری مبتنی بر SGI MIPS       | آری      |
| ۲    | amd64    | سیستم‌های مبتنی بر AMD64                            | آری  | ۱۷   | socppc    | ماشین‌های مبتنی بر Freescale PowerPC SoC | آری      |
| ۳    | armish   | وسایل مبتنی بر آرم                                 | آری  | ۱۸   | sparc     | سیستم‌های مبتنی بر اسپارک                | آری      |
| ۴    | armv7    | وسایل مبتنی بر آرم ۷                               | آری  | ۱۹   | sparc64   | سیستم‌های مبتنی بر UltraSPARC و SPARC64  | آری      |
| ۵    | aviion   | سیستم‌های دیتا ژنرال AViiON مبتنی بر Motorola 881x0 | آری  | ۲۰   | vax       | سیستم‌های مبتنی بر معماری وکس            | آری      |
| ۶    | hp300    | ایستگاه‌های کاری HP 9000 سری 300 و 400              | آری  | ۲۱   | zaurus    | رایانه‌های جیبی Sharp Zaurus C3x00       | آری      |
| ۷    | hppa     | سیستم‌های PA-RISC                                   | آری  | ۲۲   | hppa64    | سیستم‌های ۶۴-بیتی PA-RISC                | ناقص     |
| ۸    | i386     | معماری i386                                        | آری  | ۲۳   | solbourne | سیستم‌های شبه اسپارک Solbourne           | ناقص     |
| ۹    | landisk  | سیستم‌های لندیسک IO-DATA مبتنی بر پردازنده SH4      | آری  | ۲۴   | amiga     | سیستم‌های آمیگا و DraCo با MMU           | متوقف‌شده |
| ۱۰   | loongson | سیستم‌های مبتنی بر Loongson 2E و 2F                 | آری  | ۲۵   | arc       | سیستم‌های ARC سازگار با MIPS R4k و R5k   | متوقف‌شده |
| ۱۱   | luna88k  | ایستگاه‌های کاری Omron LUNA-88K و LUNA-88K2         | آری  | ۲۶   | cats      | برد StrongARM 110                       | متوقف‌شده |
| ۱۲   | macppc   | ماشین‌های مبتنی بر PowerPC اپل از iMac به بعد       | آری  | ۲۷   | mac68k    | اپل مکینتاش مبتنی بر Motorola 680x0     | متوقف‌شده |
| ۱۳   | mvme68k  | سیستم‌های VME مبتنی بر Motorola 680x0               | آری  | ۲۸   | palm      | رایانه‌های جیبی مبتنی بر Palm/PXA        | متوقف‌شده |
| ۱۴   | mvme88k  | سیستم‌های VME مبتنی بر Motorola 881x0               | آری  | ۲۹   | pegasos   | ماشین‌های Pegasos                        | متوقف‌شده |
| ۱۵   | octeon   | سیستم‌های MIPS64 مبتنی بر Cavium Octeon             | آری  | ۳۰   | pmax      | سیستم‌های مبتنی بر دیجیتال میپس          | متوقف‌شده |
| -    | -        | -                                                  | -    | ۳۱   | sun3      | سیستم‌های کلاس sun3 شرکت سان             | متوقف‌شده |

### امنیت

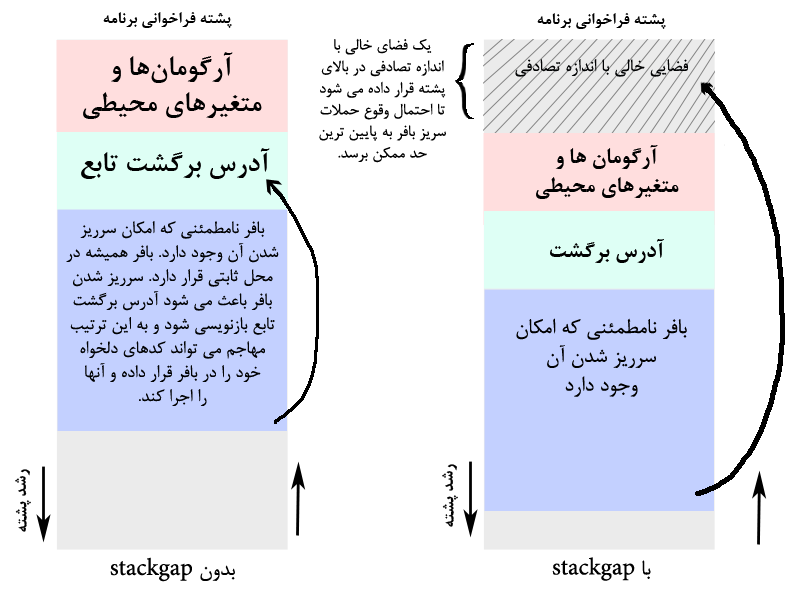
چگونگی کارکرد stackgap و پیشگیری از سرریز بافر با گذاشتن یک فضای خالی با اندازهٔ تصادفی در بالای پشته برنامه.

یکی از آرمان‌ها و اولویت‌های اصلی پروژه اوپن‌بی‌اس‌دی، امنیت این سیستم‌عامل است و این پروژه تاکنون چندین فناوری گوناگون در رابطه با امنیت سیستم‌عامل ارائه کرده‌است که در دیگر سیستم‌عامل‌ها هم به کار گرفته شده‌اند. کدهای منبع اوپن‌بی‌اس‌دی، پیوسته بازنگری می‌شوند. یکی از سیاست‌های پروژهٔ اوپن‌بی‌اس‌دی در رابطه با امنیت سیستم، این است که مشکلات و باگ‌های امنیتی را به آگاهی کاربران برسانند و آن‌ها را از کاربران پوشیده نگه ندارند، کاری که بسیاری از شرکت‌ها، حتی برخی از پروژه‌های نرم‌افزار آزاد، از انجام آن سر باز می‌زنند. «ایمن به‌طور پیش‌فرض» یکی از شعارهای پروژهٔ اوپن‌بی‌اس‌دی است. این سخن به این معنی است که در اوپن‌بی‌اس‌دی، همهٔ سرویس‌ها به گونهٔ پیش‌فرض خاموش و غیرفعال هستند تا اینکه کاربر به خواست خود آن‌ها را راه‌اندازی کند. هرچند که شاید این کار کاربر را ناچار کند که تنظیمات بیشتری را نسبت به دیگر سیستم‌عامل‌های شبه یونیکس انجام دهد؛ اما به جای آن، زمان کمتری برای انجام تنظیمات امنیتی هزینه خواهد کرد.
اوپن‌بی‌اس‌دی نخست دیوار آتشی آی‌پی‌فیلتر که دارن رید نوشته بود را بکار می‌برد. در مه ۲۰۰۱، دارن رید، پروانهٔ دیوار آتش آی‌پی‌فیلتر را تغییر داد و بند «[...] آری، این [حرف] به معنی آن است که آثار اشتقاقی یا تغییریافته، بدون کسب رضایت پیشین نویسندهٔ [نرم‌افزار]، مجاز نیستند.» را به آن افزود. افزودن این بند باعث شد برنامه آی‌پی‌فیلتر دیگر یک نرم‌افزار آزاد نباشد. پیامدی که داشت این بود که در ۲۹ می، آی‌پی‌فیلتر از درخت کد منبع اوپن‌بی‌اس‌دی زدوده شد. با کنارگذاشتن آی‌پی‌فیلتر، پروژه اوپن‌بی‌اس‌دی چندی بدون یک دیوار آتش ماند. آن‌ها دنبال جایگزین‌کردن آی‌پی‌فیلتر بودند تا اینکه دانیل هارتمیر یک دیوار آتش نو به نام پی‌اف نوشت و در درخت کدهای منبع اوپن‌بی‌اس‌دی گنجانده شد.
در بخش‌های گوناگون اوپن‌بی‌اس‌دی، تدابیر امنیتی اندیشیده شده‌است. دو تابع تازه به نام‌های strlcat و strlcpy، جایگزین توابع strncat و strncpy در کتابخانه استاندارد سی شده‌اند.
اوپن‌بی‌اس‌دی یک سازوکار حفاظت از حافظه به نام W^X دارد. به کمک این سازوکار، هر صفحه در فضای آدرس یک فرایند، یا خواندنی است یا نوشتنی، اما نمی‌تواند هم‌زمان هم خواندنی و هم نوشتنی باشد؛ به این گونه که اگر برنامه بتواند بر روی صفحه‌ای عمل نوشتن اطلاعات را انجام دهد، به صورت هم‌زمان قادر به اجرا کردن اطلاعات موجود در همان صفحه نخواهد بود. به‌طور مشابه، اگر برنامه بتواند اطلاعات یک صفحه را اجرا کند، در همان حالت اجازه ندارد که اطلاعات را در آن بنویسد. نام این قابلیت از عملگر بولی XOR آمده‌است. این توانایی از بروز برخی حملات سرریز بافر پیشگیری می‌کند.
در اوپن‌بی‌اس‌دی، یک فضای خالی (گپ) با اندازهٔ تصادفی در بالای پشتهٔ برنامه گذاشته می‌شود تا انجام حملات تخریب پشته سخت‌تر شود. همچنین یک مقدار تصادفی به نام مقدار قناری در بین قاب‌های پشته گذاشته می‌شود. پیش از اینکه تابع برگردد، این مقدار قناری بررسی می‌شود. اگر تغییر نکرده بود، سرریز رخ نداده است، وگرنه، سرریز رخ داده است. این قابلیت در کامپایلر جی‌سی‌سی گنجانده شده‌است. مقدار قناری، که در هر بار فراخوانی شدن تابع به صورت تصادفی گزینش می‌شود، می‌تواند ۲۳۲ حالت گوناگون داشته باشد که احتمال اینکه مهاجم بتواند آن را حدس بزند بسیار بعید است.
فراخوان سیستمی mmap به گونه‌ای پیاده‌سازی‌شده که بسته به نیاز برنامه‌نویس، می‌تواند حافظه را از جایی تصادفی به برنامه اختصاص دهد. بدین گونه، برنامه در هر بار اجرا، یک فضای آدرس متفاوت و تصادفی خواهد داشت. همچنین تابع malloc در کتابخانه استاندارد سی هم هنگامی که میزان فضای درخواستی برنامه‌نویس، از اندازه یک صفحه بیشتر باشد، از فراخوان سیستمی mmap برای واگذاری حافظه به برنامه‌ها استفاده می‌کند؛ بنابراین قابلیت تصادفی‌سازی که در mmap در دسترس بود، در malloc هم بکار گرفته می‌شود.
از آنجایی که پایگاه پروژه اوپن‌بی‌اس‌دی در کانادا است، قوانین و محدودیت‌های وابسته به صادرات نرم‌افزار از ایالات متحده آمریکا در مورد آن صدق نمی‌کند. این ویژگی می‌گذارد تا اوپن‌بی‌اس‌دی بتواند به همراه یک چارچوب رمزنگاری توکار پخش شود. رمزنگاری در بیشتر بخش‌های سیستم بکار گرفته شده‌است. برای نمونه، فضای swap در اوپن‌بی‌اس‌دی به بخش‌های کوچکتری بخش می‌شود و هر بخش هم با کلید ویژهٔ خود رمزنگاری می‌شود. تولیدکننده‌های اعداد شبه تصادفی هم در اوپن‌بی‌اس‌دی گنجانده شده‌اند تا این اطمینان به‌دست آید که اعداد تصادفی را نمی‌توان بر پایهٔ وضعیتی کنونی سیستم، پیش‌بینی کرد.
در بخش‌های گوناگون اوپن‌بی‌اس‌دی، از روش تصادفی‌سازی بهره گرفته شده تا رفتار برنامه‌ها پیش‌بینی‌نشدنی شود و احتمال آسیب‌پذیری آن‌ها کاهش یابد. برای نمونه، در اوپن‌بی‌اس‌دی، شناسه فرایندها به گونهٔ تصادفی ساخته شده و به فرایندها داده می‌شود، تابع bind از شماره پورت‌های تصادفی بکار می‌برد، پرونده‌ها با آی‌نودهای تصادفی ساخته می‌شوند، دیتاگرامهای آی‌پی شناسه‌های تصادفی دارند و موارد دیگر.
برای کمتر کردن خطرات برآمده از آسیب‌پذیری‌های امنیتی و همچنین کاهش خطرات برآمده از پیکربندی اشتباه نرم‌افزارها، که شاید بگذارند یک مهاجم بتواند دسترسی خود به سیستم را بالا ببرد، برخی از برنامه‌ها با روش جداسازی امتیازی و بازپس‌دهی امتیازی نوشته شده‌اند یا اینکه در یک محیط chroot اجرا می‌شوند. جداسازی امنیتی شگردی است که به‌دست توسعه‌دهندگان اوپن‌بی‌اس‌دی و متأثر از اصل حداقل بودن اختیارات آفریده شده‌است. در این شگرد، یک برنامه به چندین بخش بخش‌بندی می‌شود که یکی از این بخش‌ها، به انجام دادن کارهایی می‌پردازد که نیازمند دسترسی بالا هستند و دیگر بخش‌های برنامه، بدون داشتن هر گونه امتیازی، اجرا می‌شوند. بازپس‌دهی امتیازی هم شگردی همگون است؛ در این شگرد، یک برنامه نخست با دسترسی بالا اجرا می‌شود؛ سپس نخست به انجام دادن کارهایی که نیازمند دسترسی بالا هستند می‌پردازد و پس از پایان آنها، دسترسی‌های خود را به سیستم پس می‌دهد و با دسترسی پایین‌تر به اجرای خود ادامه می‌دهد. شگرد chroot شگرد است که در آن یک برنامه به بخش خاصی از سیستم فایل محدود می‌شود و از دستیابی به منابعی که در بیرون از آن محدوده قرار دارند، بازداشته می‌شود. وب‌سرور آپاچی که به گونهٔ پیش‌فرض در اوپن‌بی‌اس‌دی گنجانده شده، از این شگرد بهره می‌برد.
اوپن‌اس‌اس‌اچ
برنامهٔ اوپن‌اس‌اس‌اچ یک جایگزین آزاد و ایمن برای telnet، rlogin و ftp است که برخلاف این برنامه‌ها، همهٔ اطلاعات را به صورت ایمن و رمزنگاری‌شده بر روی شبکه می‌فرستد تا این اطمینان به‌دست آید که اطلاعات در بین راه، به‌دست بدخواهان و مهاجمان نخواهد افتاد. این برنامه یکی از زیرپروژه‌های اوپن‌بی‌اس‌دی است و امروزه به گونهٔ گسترده‌ای در دیگر سیستم‌های شبه یونیکس بکار گرفته می‌شود.

## شعار
در وب‌گاه رسمی اوپن‌بی‌اس‌دی، شعاری در مورد رکورد امنیتی اوپن‌بی‌اس‌دی دربارهٔ ایمن‌بودن این سیستم به گونهٔ پیش‌فرض، به نمایش گذاشته شده‌است. تا تاریخ ژوئن ۲۰۰۲، این شعار «پنج سال بدون حتی یک حفرهٔ امنیتی راه دور در نصب پیش‌فرض!» بود. در آن سال یک حفرهٔ امنیتی در اوپن‌اس‌اس‌اچ پیدا شد که یک مهاجم را توانا می‌ساخت تا از راه دور بتواند در اوپن‌بی‌اس‌دی — و هر سیستم دیگری که در آن زمان از اوپن‌اس‌اس‌اچ بهره می‌برد — رخنه کرده و دسترسی ریشه را به‌دست آورد. این شکاف امنیتی زود برطرف شد. سپس این شعار به «تنها یک شکاف امنیتی راه دور در نصب پیش‌فرض، در مدت زمانی نزدیک به شش سال!» تغییر کرد. در سال ۲۰۰۷، یک آسیب‌پذیری امنیتی راه دور وابسته به شبکه در اوپن‌بی‌اس‌دی پیدا شد که آن هم بی‌درنگ درست شد. به دنبال پیداشدن این آسیب‌پذیری، شعار به «تنها دو حفره امنیتی راه دور در نصب پیش‌فرض در طول یک مدت زمان طولانی!» تغییر کرد که تا به امروز پابرجا است.
این شعار نقد شده‌است؛ چرا که در نصب پیش‌فرض اوپن‌بی‌اس‌دی، شمار کمی سرویس در حال اجرا و مشغول به‌کار وجود دارد. برخی از منتقدان ادعا می‌کنند که شعار باید به «بدون برنامه کاربردی مشغول به کار در نصب پیش‌فرض» تغییر کند. چرا که بیشتر کاربران، سرویس‌های بیشتری را پس از نصب اجرا خواهند کرد و برنامه‌های کاربردی بیشتری را نصب خواهند کرد.

## اجازه‌نامه
اوپن‌بی‌اس‌دی با پروانه‌های نرم‌افزاری گوناگونی عرضه می‌شود و روی‌هم‌رفته تلاش می‌کند تا دنباله‌رو سیاست‌های حق تکثیر بی‌اس‌دی یونیکس باشد. امروزه، بیشتر پروژه‌های متن‌باز، پروانه‌هایی را بکار می‌برند که کاربران را ناچار می‌کند پس از انجام هرگونه دگرگونی در نرم‌افزار، آن دگرگونی‌ها را دوباره برای پروژه هم بفرستند. پروژهٔ اوپن‌بی‌اس‌دی یک پروانهٔ دارد که چنین بندی را ندارد. از دیگر پروانه‌هایی که اوپن‌بی‌اس‌دی با آن‌ها منتشر می‌شود، می‌توان به اجازه‌نامه بی‌اس‌دی و اجازه‌نامه آی‌اس‌سی اشاره کرد. پروانه آی‌اس‌سی، پروانه‌ای است که کدهای تازه با آن منتشر می‌شوند و بکاربردن آن به دیگر پروانه‌ها ارج دارد. همچنین کدهایی که پروژه‌های دیگر نوشته‌اند، اگر با سیاست‌های حق تکثیر پروژه سازگار باشند، می‌توانند به درخت کدهای منبع اوپن‌بی‌اس‌دی هم راه یابند. پروژهٔ اوپن‌بی‌اس‌دی، پروانه جی‌پی‌ال — که دیگر پروژه‌های متن‌باز به گستردگی آن را بکار می‌برند — را نامناسب می‌داند، چرا که بر پایهٔ گفتهٔ آنها، این پروانه محدودیت‌هایی دارد که برای استفاده از نرم‌افزار به صورت تجاری غیرقابل پذیرش هستند. در نتیجهٔ این سیاست، کدهایی که با اجازه‌نامهٔ جی‌پی‌ال (و روی‌هم‌رفته دیگر اجازه‌نامه‌های کپی‌لفت) هستند، در هستهٔ سیستم و همچنین در سایر «نهادهای فعال» سیستم بکار برده نمی‌شوند و تنها در بخش‌های اختیاری یا «نهادهای غیرفعال» سیستم (همانند ابزارهای توسعه نرم‌افزار)، بکار برده می‌شوند. برای نمونه، کامپایلر جی‌سی‌سی و دیگر ابزارهای توسعه پروژهٔ گنو که جزء بخش‌های غیرفعال شمرده می‌شوند، در اوپن‌بی‌اس‌دی گنجانده شده‌اند.
در سال ۲۰۰۱، به دنبال نگرانی‌هایی که به دنبال تغییر پروانه دیوار آتش ipfilter به راه افتاده بود، توسعه‌دهندگان اوپن‌بی‌اس‌دی به گونه‌ای هدفمند آغاز به بازبینی پروانهٔ همه کدهای منبع اوپن‌بی‌اس‌دی کردند. در این بازبینی سراسری، کدهای زیادی پیدا شد که پروانه آن‌ها پذیرفتنی، یا سراسر بدون هرگونه پروانهٔ نرم‌افزاری بودند، یا اینکه یک پروانه سربسته و چندپهلو داشتند. پروژهٔ اوپن‌بی‌اس‌دی با دارندگان حق تکثیر این کدها تماس گرفتند و از آن‌ها درخواست کردند تا کدها را با یک پروانه دلپسندتر از دید آن‌ها پخش کنند. به دنبال این کار، با موافقت دارندگان حق تکثیر کدها، پروانه برخی از کدها تغییر کرد، تا اوپن‌بی‌اس‌دی بتواند آن‌ها را بکار بَرَد. برخی از کدها هم از درخت اوپن‌بی‌اس‌دی زدوده شدند. از میان کدهایی که زدوده شدند، همهٔ نرم‌افزارهایی بودند که دنیل برنشتاین آن‌ها را نوشته بود. برنشتاین در آن هنگام این گونه خواسته بود که همهٔ نسخه‌های تغییریافته از برنامه‌های او باید پیش از پخش دوباره، به تأیید او برسند. زدودن این کدها تنشی بین توسعه‌دهندگان اوپن‌بی‌اس‌دی و برنشتاین برانگیخت. برنشتاین بر این باور بود که زدودن کدهای او بیجا بوده‌است. او این‌گونه بیان داشت که مرورگر وب نت‌اسکیپ یک پروانهٔ سختگیرانه‌تر دارد و توسعه‌دهندگان اوپن‌بی‌اس‌دی را متهم به ریاکاری کرد که کدهای نت‌اسکیپ را دست نزدند، اما کدهای او را زدودند. موضع پروژهٔ اوپن‌بی‌اس‌دی در این مورد این‌گونه بود که هرچند نت‌اسکیپ یک نرم‌افزار متن‌باز نیست، شرایط مجوز آن بگونه‌ای است که برآورده کردن آن‌ها آسان‌تر است. آن‌ها مدعی شدند که اینکه قرار باشد برنشتاین همه کدها را تأیید کند نیازمند انجام کارهای نابایستهٔ زیادی خواهد بود و بهتر از همه این است که این کدها زدوده شوند.

## نام و نشان

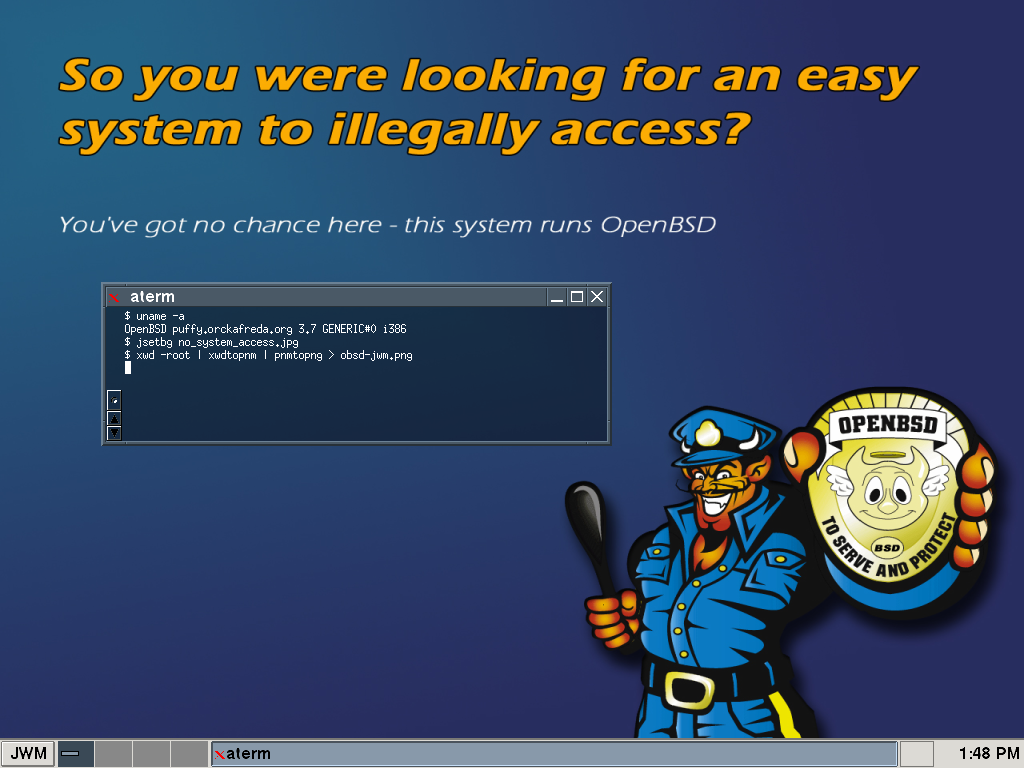
تصویری از اوپن‌بی‌اس‌دی ۳٬۷ به همراه محیط گرافیکی، لوگوی غول پاسبان در پس‌زمینه دیده می‌شود.

نام اوپن‌بی‌اس‌دی اشاره به این نکته دارد که کدهای منبع اوپن‌بی‌اس‌دی را می‌توان به آسانی از اینترنت (یا به روش‌های دیگر) دریافت کرد. همچنین این نام اشاره به‌شمار زیاد سکوهای سخت‌افزاری دارد که این سیستم‌عامل از آن‌ها پشتیبانی می‌کند.
پروژه اوپن‌بی‌اس‌دی نخست غول بی‌اس‌دی را به عنوان نشان خود بکار می‌برد. در نسخه‌ای از این نشان که پروژهٔ اوپن‌بی‌اس‌دی بکار می‌برد، یک هاله در بالای سر این غول دیده می‌شد. این نشان را اریک گرین کشیده بود. درات از گرین خواسته بود که نشان را برای نسخه‌های ۲٬۳ و ۲٬۴ اوپن‌بی‌اس‌دی بکشد. ابتدا قرار بود که یک غول کامل (بدن و سر) در نشان کشیده شود، اما کار بر روی نشان به درازا کشید و گرین تنها توانست بخش سر را برای نسخهٔ ۲٬۳ بکشد. اما برای نسخهٔ ۲٬۴، هم بخش دُم و هم بخش نیزه را کشید.
در نسخهٔ ۲٬۵، یک نشان نو به نام غول پاسبان معرفی شد که تای سماکا آن را کشیده بود.
با این همه، برای اینکه نماد شانس فری‌بی‌اس‌دی مانند نماد شانس اوپن‌بی‌اس‌دی که پروژهٔ فری‌بی‌اس‌دی بسیار هم در به‌کارگیری آن کامیاب شده بود، پروژه اوپن‌بی‌اس‌دی بر آن شد تا نشانی تازه برگزیند. این نشان تازه، پافی نام گرفت که یک بادکنک‌ماهی است. اندیشهٔ پشت این نشان، از الگوریتم bcrypt آمده‌است، که خود گونه‌ای از الگوریتم بلوفیش (بادکنک‌ماهی) است و دو تن از توسعه‌دهندگان اوپن‌بی‌اس‌دی به نام‌های نیلز پرووس و دیوید مازیرس آن را آفریده‌اند.
از نسخهٔ ۳٬۰ به این سو، یک ترانه به همراه هر نسخه عرضه می‌شود. موضوع این ترانه‌ها، معمولاً رویدادهایی است که در هنگام توسعهٔ آن نسخه برای توسعه‌دهندگان اوپن‌بی‌اس‌دی رخ داده است که عمدتاً مشکلاتی است که شرکت‌ها برای توسعه‌دهندگان اوپن‌بی‌اس‌دی پدید آورده‌اند یا در مورد رفتارهای «ریاکارانه‌ای» است که شماری از پروژه‌های متن‌باز انجام می‌دهند. همچنین گه‌گاهی، زمینه و مضمون ترانه‌ها، از فیلم‌ها و آهنگ‌های سرشناسی گرفته می‌شود که توسعه‌دهندگان، جایگاه کنونی خود را همانند آن‌ها می‌پندارند. برای نمونه ترانهٔ نسخهٔ ۳٬۸، هکرهای RAID گمشده نقیضه‌ای از سری ایندیانا جونز است، یا ترانهٔ جادوگر شهر اواس که نقضیه‌ای به جادوگر شهر از است. ترانه‌ها را می‌توان به دو گونه OGG و MP3 به رایگان از وب‌گاه رسمی اوپن‌بی‌اس‌دی دریافت کرد. همچنین همراه با هر ترانه، مضمون ترانه، متن اشعار آن ترانه و همچنین پوستر ترانه نیز ارائه می‌شود. گاهی، تای سماکا و گروه موسیقی پلید تونگد دویلز در آماده کردن این ترانه‌ها همکاری می‌کنند.

## ادعای وجود در پشتی
در تاریخ ۱۱ دسامبر ۲۰۱۰، گریگوری پری، از توسعه‌دهندگان پیشین اوپن‌بی‌اس‌دی، ایمیلی برای تئو درات فرستاد که در آن ادعا شده بود سازمان اف‌بی‌آی نزدیک به ده سال پیش، به چندی از توسعه‌دهندگان پیشین اوپن‌بی‌اس‌دی و شرکت NetSec (شرکتی که آن‌ها در آن کار می‌کردند) مبلغی پول به عنوان رشوه پرداخت کرده تا یک در پشتی را در پشته رمزنگاری اوپن‌بی‌اس‌دی جاسازی کنند. او در این ایمیل بیان داشت که پیمان‌نامهٔ عدم افشای او با اف‌بی‌آی مدتی پیش به پایان رسیده و برای همین بر آن شده تا این داستان را برای همگان آشکار کند. او همچنین افزوده بود که برای همین بوده که کارکنان اف‌بی‌آی تا دیرگاه، دیگران را سفارش به استفاده از اوپن‌بی‌اس‌دی می‌کردند. پری، همچنین نام دو تن از توسعه‌دهندگان — که به ادعای او در این رخداد دست داشتند — را هم در ایمیل خود نوشته بود. با این همه، آن دو تن، گذاشتن در پشتی در سیستم‌عامل اوپن‌بی‌اس‌دی را رد کردند. درات سه روز پس از دریافت این ایمیل، در تاریخ ۱۴ دسامبر، آن را به یکی از لیست‌های پستی اوپن‌بی‌اس‌دی فرستاد و پیشنهاد بازبینی کدهای پشته IPSec را داد. درات از همهٔ توسعه‌دهندگان اوپن‌بی‌اس‌دی خواست که هر کدام جداگانه به بررسی کردن کدهای پشته IPSec بپردازند. چند هفته پس از آن، چند باگ در پشتهٔ IPSec اوپن‌بی‌اس‌دی پیدا و زدوده شد که البته ناخواسته پدید آمده بودند، اما هیچ گواهی مبنی بر بودن یک در پشتی در پشته IPSec پیدا نشد. تئو درات در این‌باره بیان داشت که: «من باور دارم NetSec شاید برپایه ادعاها، پیمان‌نامه‌ای برای نوشتن در پشتی داشته‌است. اگر آن‌ها در پشتی نوشته باشند، فکر نمی‌کنم که آن [در پشتی] را در درخت کد منبع ما کارگذاشته باشند. آن‌ها شاید این در پشتی را در محصولات خودشان [که مبتنی بر اوپن‌بی‌اس‌دی هستند] کار گذاشته‌اند».

## موارد استفاده
اوپن‌بی‌اس‌دی در برخی از ادارات و سازمان‌های دولتی شماری از کشورها همچون استرالیا، شیلی، کلمبیا و مکزیک و همچنین برخی از سازمان‌های پژوهشی و تجاری بکار گرفته می‌شود. مواردی که می‌توان اوپن‌بی‌اس‌دی را به کار گرفت عبارتند از:
رایانه‌های رومیزی
میزکارهای گرافیکی، مجموعه‌های اداری، مرورگرهای وب و دیگر برنامه‌هایی که یک کاربر عادی به آن‌ها نیاز دارد، برای اوپن‌بی‌اس‌دی هم در دسترس هستند. اوپن‌بی‌اس‌دی از گونه‌های پرشمار ابزارهای توسعه، سرورهای شبکه و دیگر قابلیت‌هایی که بکار برنامه‌نویسان و توسعه‌دهندگان وب می‌خورند، پشتیبانی می‌کند. اوپن‌بی‌اس‌دی از برنامه‌های پکت اسنیفر، برنامه‌های کاوش و بازبینی ترافیک شبکه، و دیگر برنامه‌هایی که شاید یک مدیر شبکه به آن‌ها نیاز داشته باشند، پشتیبانی می‌کند. اوپن‌بی‌اس‌دی یک نسخهٔ ویژه از سیستم پنجره‌بندی اکس برای خود دارد که زینوکارا نام دارد و در نصب پیش‌فرض اوپن‌بی‌اس‌دی هم گنجانده شده‌است. با این همه، برای اینکه در نصب پیش‌فرض اوپن‌بی‌اس‌دی برنامه‌های کاربردی کمی وجود دارد، اوپن‌بی‌اس‌دی بی‌درنگ آمادهٔ به‌کارگیری بر روی یک رایانه رومیزی نیست و در سنجش با سیستم‌عامل‌های دیگر همچون برخی از توزیع‌های لینوکس، نیازمند تلاش‌های بیشتری است تا برای یک میزکار آماده شود.
سرویس‌دهنده‌ها
اوپن‌بی‌اس‌دی را می‌توان همچون یک کارساز وب، سرویس‌دهنده رایانامه، بانک اطلاعاتی یا هر گونه سرویس‌دهنده دیگری پیکربندی کرده و بکار برد.
مدیریت شبکه
از اوپن‌بی‌اس‌دی می‌توان برای یک دیوار آتش، پل و شکل‌دهنده ترافیک بهره برد. اوپن‌بی‌اس‌دی را می‌توان برای راه‌اندازی کردن یک سامانه کشف نفوذ، پراکسی سرور و همچنین برای نظارت و سرپرستی کردن بر روی ترافیک شبکه، بکار برد.

### استفاده توسط سازمان‌های دولتی و تجاری
برخی از سازمان‌های دولتی و شرکت‌های تجاری که اوپن‌بی‌اس‌دی را برای اهداف گوناگون خود بکار می‌برند:
- کمیسیون حقوق بشر استرالیا
- وزارت امور همگانی دولت شیلی
- مؤسسه مناطق فرهنگی و گردشگری کلمبیا
- مجمع انتخاباتی ایالت سونورا
- TronicGuard GmbH - یک شرکت میزبانی وب آلمانی
- ‎.vantronix - تولیدکننده دستگاه‌های فایروال که مبتنی بر اوپن‌بی‌اس‌دی هستند.
- Core Force - یک نرم‌افزار امنیتی برای مایکروسافت ویندوز است که مبتنی بر اوپن‌بی‌اس‌دی است.

### مشتقات
از جمله سیستم‌عامل‌های سرشناسی که از اوپن‌بی‌اس‌دی مشتق شده‌اند، می‌توان به موارد زیر اشاره کرد:
- MirOS BSD
- Anonym.OS (متوقف‌شده)
- AdJ (برای کاربران اسپانیایی‌زبان)
- ekkoBSD (متوقف‌شده)
- MicroBSD (متوقف‌شده)

همین‌طور سیستم‌عامل pfSense که یکی از مشتقات فری‌بی‌اس‌دی است، از فایروال پی‌اف که توسط پروژه اوپن‌بی‌اس‌دی توسعه داده شده، استفاده می‌کند.

## نرم‌افزارهای گرفته شده از دیگر پروژه‌ها
- X.org، سیستم پنجره‌ای اکس، به همراه تعدادی وصله.
- جی‌سی‌سی نسخه‌های ۴٫۲، ۳٫۳ یا ۲٫۹۵ (بسته به سکوی سخت‌افزاری مورد استفاده).
- پرل، به همراه تعدادی وصله و بهینه‌سازی که توسط توسعه‌دهندگان پروژه اوپن‌بی‌اس‌دی انجام شده‌است.
- nginx، یک وب‌سرور، به همراه تعدادی وصله
- اس‌کیوال لایت، به همراه تعدادی وصله و بهینه‌سازی
- sendmail، یک سرویس‌دهنده پست الکترونیک به همراه libmilter.
- BIND، یک سرویس‌دهنده نام دامنه همراه با تعدادی وصله. پروژه اوپن‌بی‌اس‌دی بهینه‌سازی‌های زیادی را از نظر امنیتی و همین‌طور در مد chroot انجام داده.
- NSD، یک دی‌ان‌اس سرور
- sudo، که به کاربران معمولی اجازه می‌دهد تا بتوانند دستورها را به عنوان کاربر ریشه اجرا کنند.
- ncurses، کتابخانه‌ای که برای طراحی کردن رابط‌هایی کاربری مبتنی بر منو استفاده می‌شود.
- binutils به همراه تعدادی وصله.
- گنو دیباگر همراه با تعدادی وصله.
- less نسخه ۴۴۴ همراه با تعدادی وصله.
- AWK، یک زبان برنامه‌نویسی که عمدتاً برای پردازش متون استفاده می‌شود.
- LibreSSL - مشتق‌شده از OpenSSL

## تغییرات بین نسخه‌ها
| ایجاز: | نگارش قدیمی | نگارش قدیمی‌تر، هنوز پشتیبانی می‌شود | نگارش جاری | آخرین نگارش پیش‌نمایش | انتشار آتی |

| نسخه | تاریخ انتشار (میلادی) | تغییرات عمده |
| ---- | --------------------- | --- |
| 1.1  | ۱۸ اکتبر ۱۹۹۵         | - تئو درات مخزن سی‌وی‌اس اوپن‌بی‌اس‌دی را ایجاد کرد. - شماره نسخه در این وهله از زمان ۱٫۱ بود، اما اوپن‌بی‌اس‌دی ۱٫۱ هیچگاه به‌طور رسمی منتشر نشده بود و این شماره از نت‌بی‌اس‌دی ۱٫۱، شاخه‌ای که اوپن‌بی‌اس‌دی از آن منشعب شده بود، بجا مانده بود.                                                                           |
| 2.0  | ۱ اکتبر ۱۹۹۶          | - اولین انتشار رسمی اوپن‌بی‌اس‌دی و همین‌طور تاریخی که اکس‌فری۸۶ برای اولین بار اوپن‌بی‌اس‌دی را به‌طور مجزا از نت‌بی‌اس‌دی به رسمیت شناخت. - ادغام کردن اولیه پورت‌های فری‌بی‌اس‌دی در سیستم |
| 2.3  | ۱۹ مه ۱۹۹۸            | - غول هاله‌دار توسط Erick Green طراحی شد. در این مرحله تنها بخش سر کامل شده بود. |
| 2.4  | ۱ دسامبر ۱۹۹۸         | - غول هاله‌دار کامل شد و کل بدن و همین‌طور یک نیزه هم برای آن کشیده شد. |
| 2.5  | ۱۹ مه ۱۹۹۹            | - غول پاسبان توسط Ty Semaka کشیده شد. - ۴ ژوئن ۱۹۹۹ - اولین هکاتون، ۱۰ توسعه‌دهنده در کلگری، آلبرتا، کانادا گرد هم آمدند. |
| 2.6  | ۱ دسامبر ۱۹۹۹         | - اوپن‌بی‌اس‌دی اولین بار به همراه اوپن‌اس‌اس‌اچ عرضه شد که امروزه به صورت یک استاندارد برای همه سیستم‌عامل‌های شبه یونیکس در دسترس قرار دارد. |
| 2.7  | ۱۵ ژوئن ۲۰۰۰          | - پشته IPv6 از پروژه کامه گرفته شد و در اوپن‌بی‌اس‌دی گنجانده شد. |
| 2.9  | ۱ ژوئن ۲۰۰۱           | - سیستم آگاه‌سازی kqueue(2)‎ |
| 3.0  | ۱ دسامبر ۲۰۰۱         | - منتشر شدن ترانه E-Railed (OpenBSD Mix)‎ - یک ترانه در سبک تکنو، اولین ترانه اوپن‌بی‌اس‌دی. از این تاریخ به بعد هر نسخه به همراه یک ترانه عرضه می‌شود. - پس از محدودیت‌هایی که بر روی اجازه‌نامه آی‌پی‌فیلتر اعمال شد، فایروال پی‌اف توسعه داده شد. هم‌اکنون پی‌اف در دیگر سیستم‌عامل‌های خانواده بی‌اس‌دی هم استفاده می‌شود. |
| 3.2  | ۱ نوامبر ۲۰۰۲         | - فعال‌سازی Privilege separation به صورت پیش‌فرض در OpenSSH - اجرا شدن Apache در یک محیط chroot شده به شکل پیش‌فرض - پشتیبانی از رمزنگاری سخت‌افزاری متقارن و نامتقارن - ابزار جدید systrace |
| 3.3  | ۱ مه ۲۰۰۳             | - گنجاندن فناوری محافظت از پشته ProPolice - معرفی W^X - در سال ۲۰۰۳ پروژه ALTQ که از اجازه‌نامه‌ای استفاده می‌کرد که مانع فروختن آثار مشتق‌شده می‌شد، تغییر اجازه‌نامه داد و با پی‌اف ادغام شد و در اوپن‌بی‌اس‌دی ۳٫۳ قرار گرفت.                                                                                        |
| 3.4  | ۱ نوامبر ۲۰۰۳         | - ProPolice بهینه‌سازی و در هسته فعال شد. - برطرف کردن برخی از مشکلات مربوط به اجازه‌نامه‌ها، بندهای تبلیغاتی از بسیاری از قسمت‌های سیستم برداشته شدند. |
| 3.5  | ۱ مه ۲۰۰۴             | - معرفی CARP - استفاده از Privilege separation در برخی دیگر از برنامه‌ها |
| 3.6  | ۱ نوامبر ۲۰۰۴         | - پشتیبانی از SMP در سکوهای amd64 و i386 - معرفی OpenNTPD |
| 3.7  | ۱۹ مه ۲۰۰۵            | - ابزار جدید ospfd(8)‎ |
| 4.0  | ۱ نوامبر ۲۰۰۶         | - تعداد زیادی درایور جدید و بهبودهای فراوان دیگر در درایورهای قبلی - جایگزین کردن GNU RCS با OpenRCS |
| 4.6  | ۱۸ اکتبر ۲۰۰۹         | - ابزارهای جدید smtpd(8)‎ و tmux(1)‎ |
| 5.2  | ۱ نوامبر ۲۰۱۲         | - افزودن nginx(8)‎ به نصب پیش‌فرض |
| 5.5  | ۱ مه ۲۰۱۴             | - به منظور حل کردن مشکل سال ۲۰۳۸، در تمامی معماری‌هایی ۶۴ بیتی، از نوع داده time_t با اندازه ۶۴ بیت استفاده شد. |

## واژه‌نامه
1. ↑  freeze
2. ↑  The NetBSD Core Group
3. ↑  Bob Beck
4. ↑  Secure by default
5. ↑  Darren Reed
6. ↑  Daniel Hartmeier
7. ↑  gap
8. ↑  Canary value
9. ↑  frame
10. ↑  Five years without a remote hole in the default install!
11. ↑  One remote hole in the default install, in nearly 6 years!
12. ↑  Only two remote holes in the default install, in a heck of a long time!
13. ↑  runtime
14. ↑  Erick Green
15. ↑  Cop daemon
16. ↑  Ty Semaka
17. ↑  Puffy
18. ↑  Niels Provos
19. ↑  David Mazieres
20. ↑  Hackers of the Lost RAID
21. ↑  The Wizard of OS
22. ↑  Lyrics
23. ↑  Gregory Perry